# Redea
Redea est une commune du județ d'Olt en Roumanie.
Sa population était de 3 006 habitants en 2011.